# Herminia minimalis
Herminia minimalis là một loài bướm đêm trong họ Noctuidae.